# Haschtgerd
Haschtgerd (persisch هشتگرد) ist eine Stadt im Verwaltungsbezirk Sawodschbolagh in der Provinz Alborz im Iran. 2016 hatte die Stadt ca. 56.000 Einwohner.

## Geografie
Haschtgerd liegt 68 Kilometer westlich der Stadt Teheran. Es ist die Hauptstadt des Bezirks Sawodschbolagh. Zu Haschtgerd gehören mehrere nahe gelegene archäologische Grabhügel, die unter dem Namen Ozbaki bekannt sind. Zu diesen Stätten, die seit mehreren Jahrzehnten aktiv ausgegraben werden, gehören mehrere Hügel oder "Tepes", darunter Doshan Tapeh. Ozbaki umfasst Überreste alter Siedlungen, die auf das 7. Jahrtausend v. Chr. bis 1400 v. Chr. zurückgehen. Diese Siedlungen reichen auf die Indogermanen und Meder zurück.

## Demografie
Bei der Volkszählung 2016 betrug die Einwohnerzahl des Schahrestan 55.640.
| Zensusjahr | Einwohnerzahl |
| ---------- | ------------- |
| 1996       | 33.568        |
| 2006       | 45.529        |
| 2011       | 51.953        |
| 2016       | 55.640        |

## Klima
Das Klimaklassifizierungssystem von Köppen-Geiger klassifiziert das Klima als semiarides Klima (BSk).